# Eastcote (metropolitana di Londra)
Eastcote è una stazione della metropolitana di Londra, servita dalle linee Metropolitan e Piccadilly.

## Storia
Nel 1904 la Metropolitan Railway (MR, allora la Harrow and Uxbridge Railway) ha costruito la linea di collegamento tra Harrow-on-the-Hill e Uxbridge, che comprendeva come unica fermata intermedia quella di Ruislip.
Eastcote è stata aperta a maggio del 1906, come un punto di arresto del treno denominato Eastcote Halt
A marzo del 1910 è stata costruita una diramazione della linea District da South Harrow a Rayners Lane per connmettersi alla linea Metropolitan.
A ottobre 1933 i treni della linea District sono stati sostituiti da quelli della linea Piccadilly.
La stazione è stata ricostruita tra il 1937 e il 1939, su progetto di Charles Holden. L'edificio include una biglietteria a forma di cubo in mattoni e vetro, con una lastra di cemento armato per tetto.
Nel 1964 ha chiuso lo scalo merci.
A maggio 1994 l'edificio della stazione è diventato un monumento classificato di grado II.

## Interscambi
Nelle vicinanze della stazione effettuano fermata alcune linee urbane automobilistiche, gestite da London Buses..
- Fermata autobus

## Galleria d'immagini

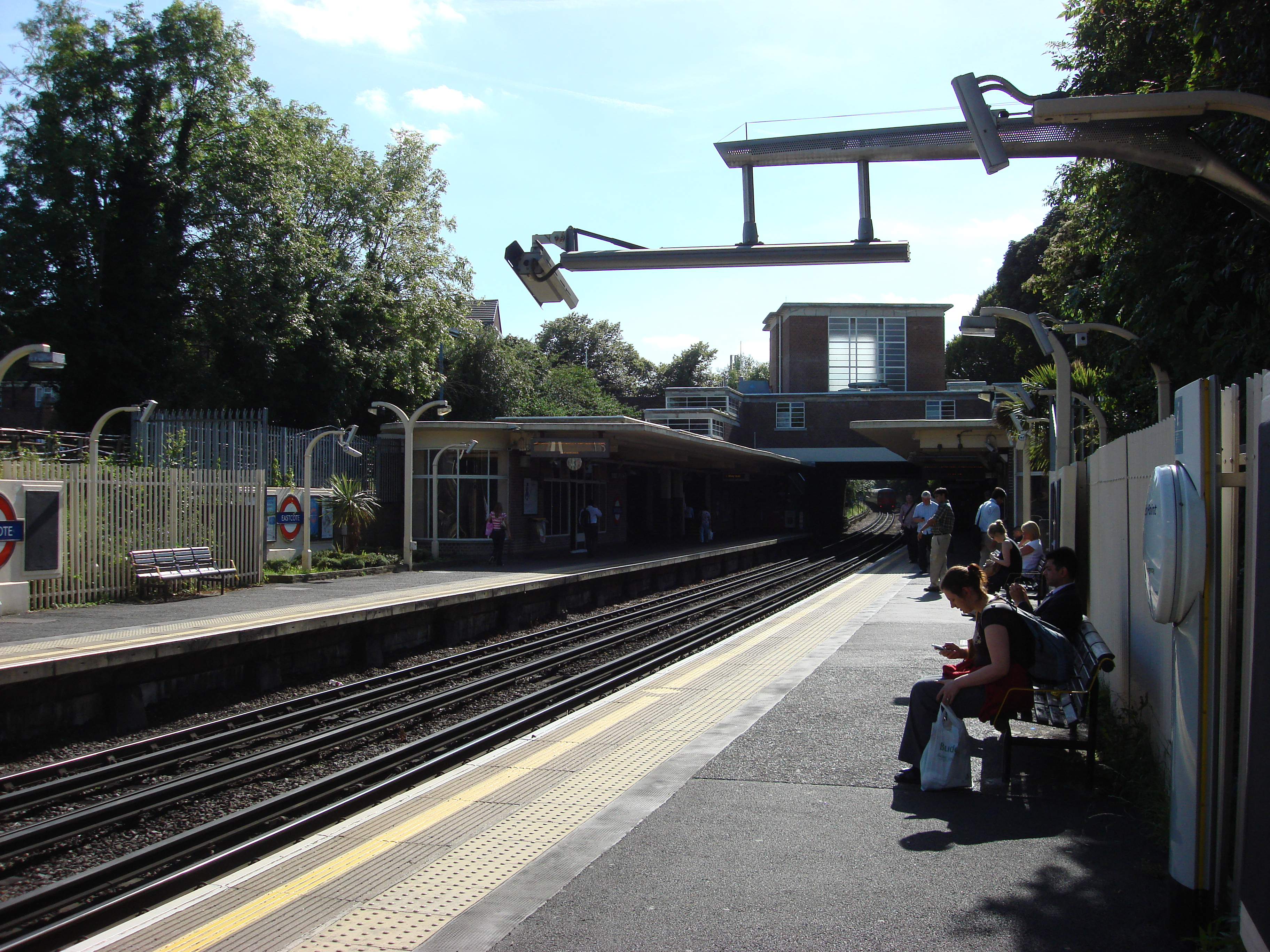
Binario est
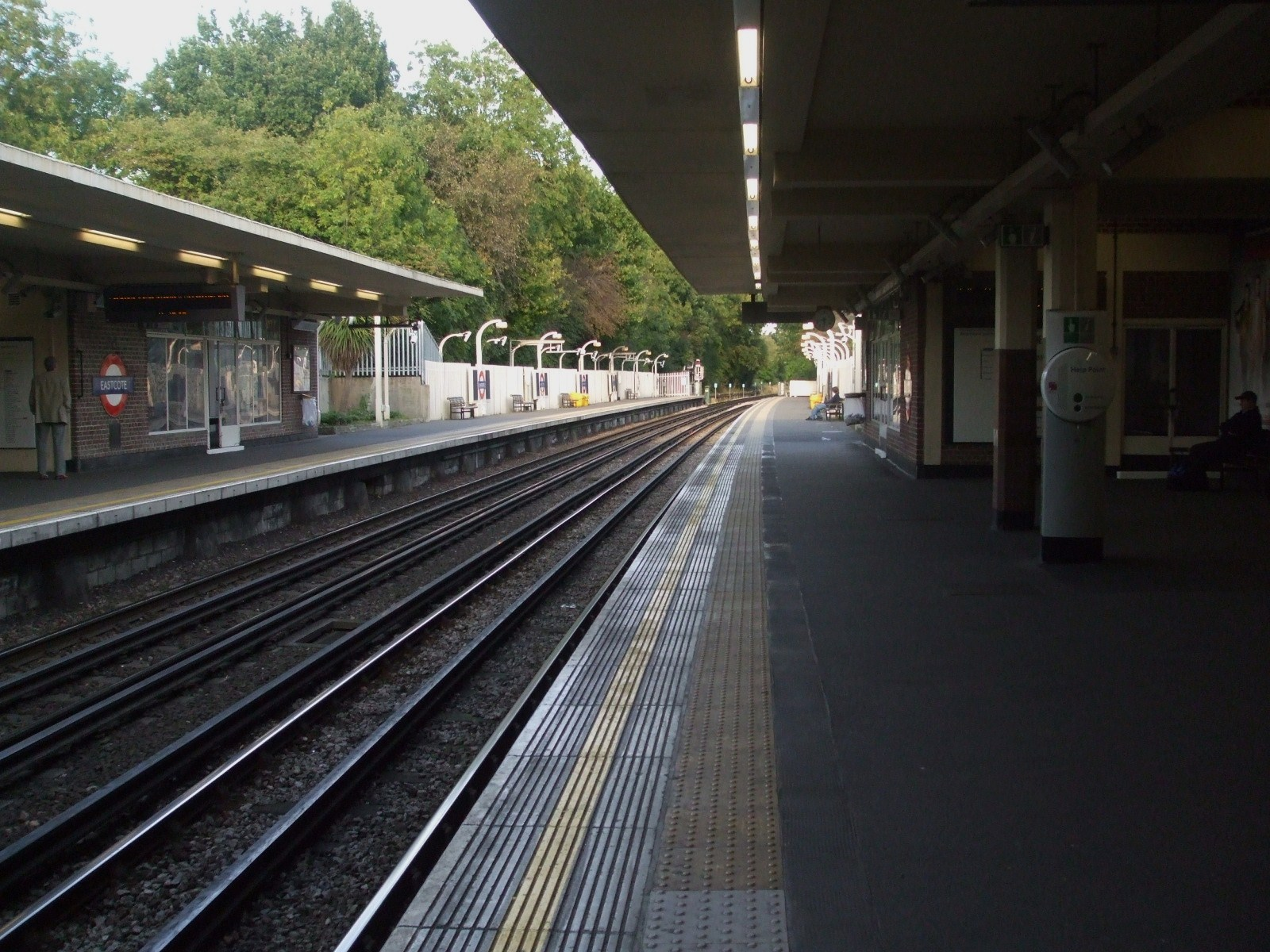
Il binario est
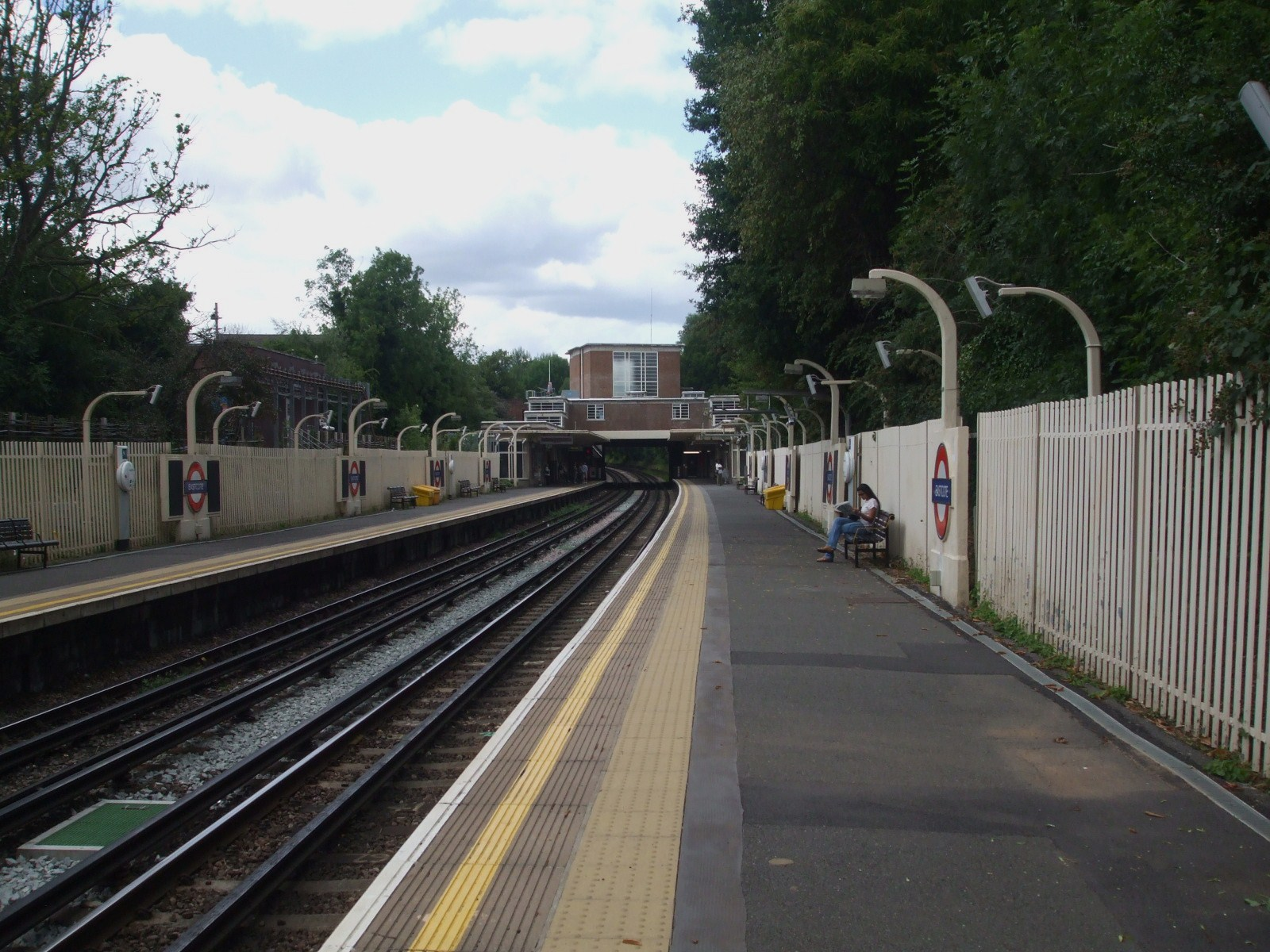
Il binario ovest
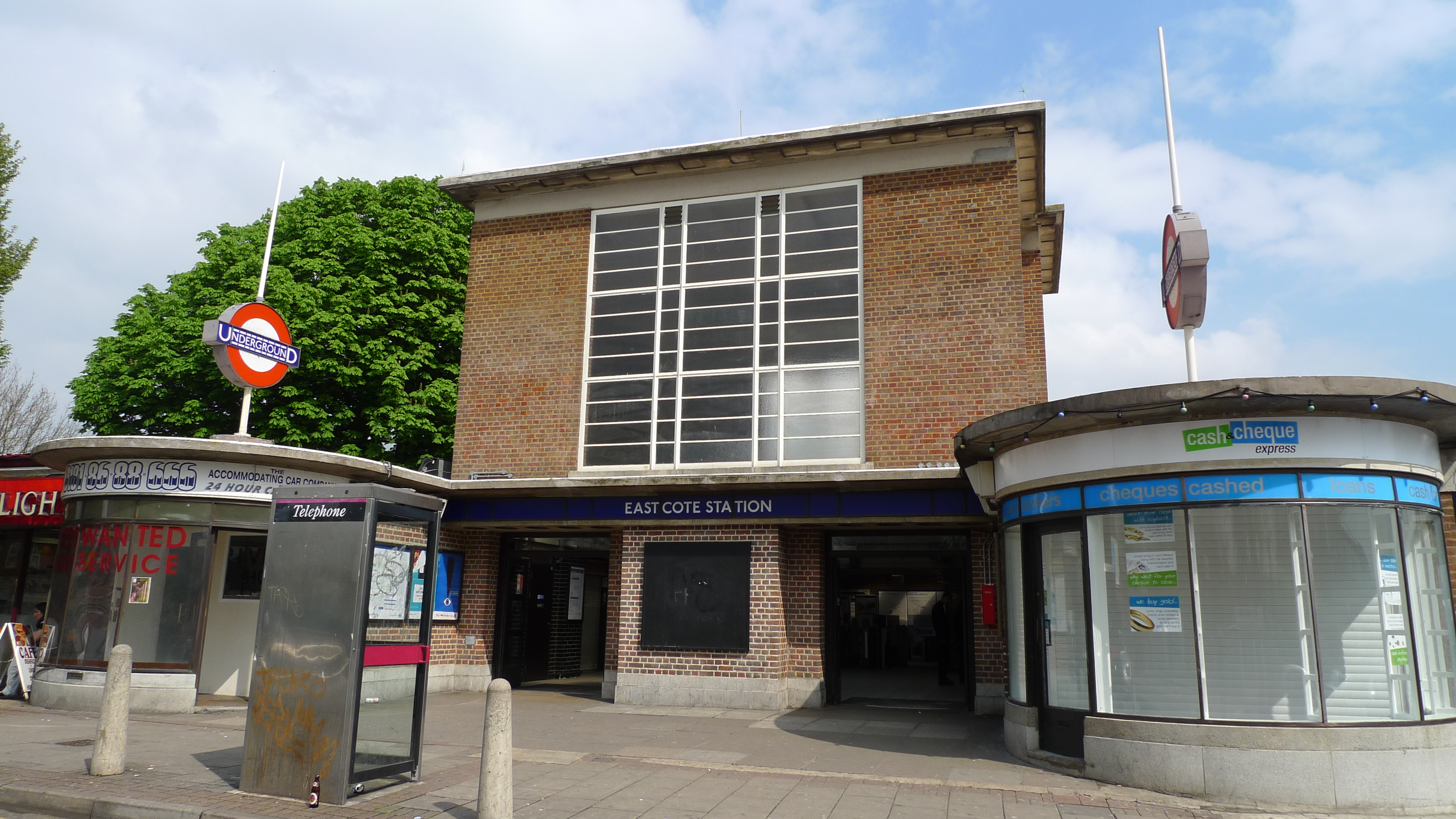
L'edificio della stazione